# Errezil
Errezil (spanisch: Régil) ist ein Dorf und eine Gemeinde in der Provinz Gipuzkoa in der spanischen Autonomen Gemeinschaft Baskenland mit 580 Einwohnern (Stand: 2024). 

## Geographie
Errezil liegt im Norden der iberischen Halbinsel etwa 23 Kilometer südwestlich von Donostia-San Sebastián und etwa 85 Kilometer östlich von Bilbao in einer Höhe von ca. 305 m. Durch die Gemeinde fließt der gleichnamige Fluss. 
Das Klima ist wegen der Nähe zur Küste noch stark vom Seeklima mit gemäßigten Sommern und milden Wintern geprägt.

## Bevölkerungsentwicklung
| Jahr      | 1970 | 1981 | 1991 | 2001 | 2011 | 2021 |
| Einwohner | 1162 | 723  | 677  | 615  | 607  | 578  |

## Sehenswürdigkeiten

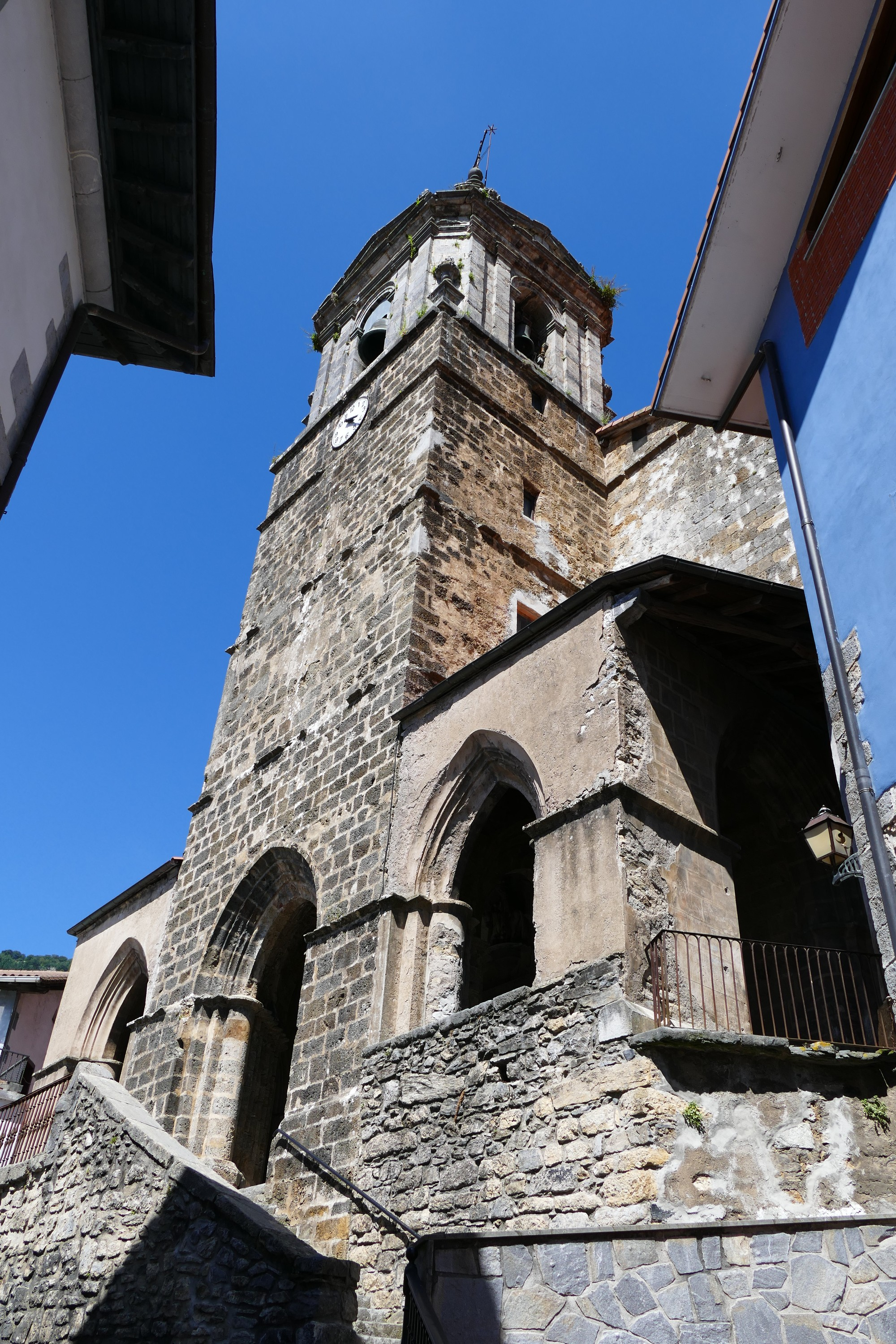
Martinskirche
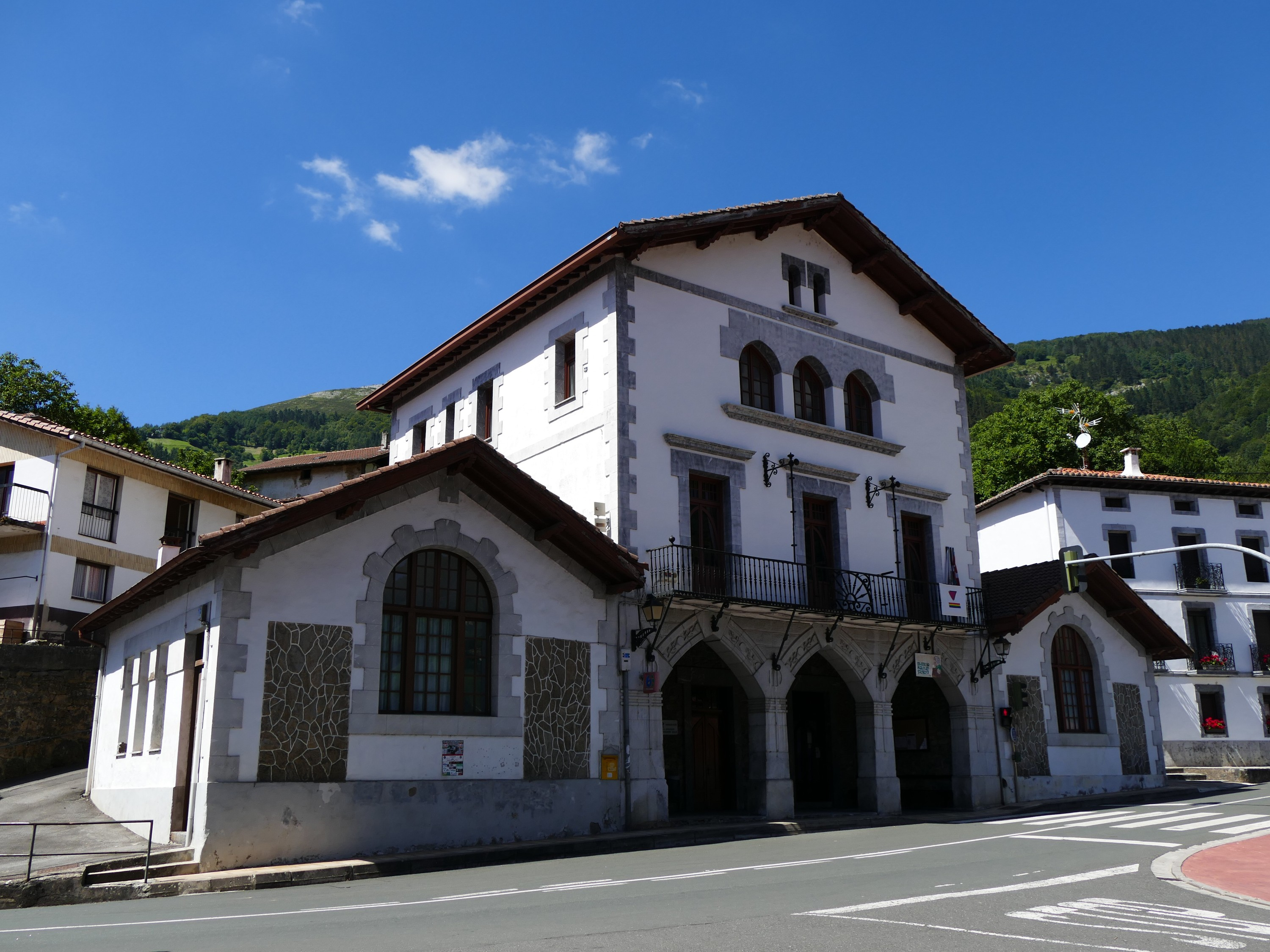
Rathaus

- Martinskirche
- Rathaus

## Söhne und Töchter der Stadt
- Domingo Ibáñez de Erquicia (um 1589–1633), Dominikanermönch, als Märtyrer in Nagasaki hingerichtet, Heiliger der katholischen Kirche
- Paulino Uzcudun (1899–1985), Boxer
- Santiago Lazcano (1947–1985), Radrennfahrer